# Телеангіектазія
Телеангіектазія (телеангіоектазія, «судинні зірочки», angioectasias) — стійке розширення дрібних кровоносних судин шкіри та слизових оболонок (артеріол, венул, капілярів) незапальної природи, що проявляється судинними зірочками або сіточками. Діаметр розширених судин становить 0,5-1 мм. Розрізняють вроджені та набуті телеангіектазії.

## Причини виникнення
Вроджена телеангіектазія може спостерігатися при таких захворюваннях, як хвороба Рандю — Ослера, синдром Луї-Бар (атаксія-телеангіектазія), енцефалотригемінальний ангіоматоз, синдром Кліппеля-Треноне та ін.
Телеангіектазія може бути симптомом розацеа, системних захворювань сполучної тканини (системна склеродермія, дерматоміозит, системний червоний вовчак), хронічної венозної недостатності, розвиватися під впливом високих і низьких температур, патології печінки, ендокринних порушеннях (прийом гормональних контрацептивів, місцевий вплив кортикостероїдів, вагітність) і т. д.
Часто телеангіектазія спостерігається в рамках симптомокомплексу пойкілодермії (поряд з сітчастою гіпо- або гіпер- пігментацією, а також атрофією епідермісу).

## Ознаки
Телеангіектазія може спостерігатися на обличчі (в ділянці крил носа, підборіддя, щік), сідницях, на шкірі ніг. Вони можуть бути будь-якого кольору — від блідо-червоного до синювато-червоного, тому різко виділяються на тлі здорової шкіри.

## Лікування
Склеротерапія — «золотий стандарт» усунення телеангіектазії та дрібних варикозних розширень вен, вважається більш кращим методом лікування, ніж лазеротерапія. Проте, існують свідчення емболізації пінним склерозантом судин легень і головного мозку (при дефекті овального отвору), з розвитком в деяких випадках транзиторної ішемічної атаки та ішемічного інсульту. За наявності варикозного розширення вен і ретикулярного варикозу доцільне їхнє усунення до впливу на телеангіектазії. Крім склеротерапії, для усунення варикозного розширення вен можуть застосовуватися ендовазальна лазерна коагуляція, радіочастотна абляція або відкрите хірургічне втручання.
Для усунення телеангіектазії на обличчі часто використовується лазерна коагуляція, після якої телеангіектазія може рецидивувати ; Лікування може ускладнитися руйнуванням потових залоз, ризик якого зростає при повторних сеансах терапії.